# Love My Life
Love My Life (ラブマイライフ, Rabu mai raifu) est un manga de type yuri écrit et dessiné par Ebine Yamaji.

## Synopsis
Ichiko Izumiya est amoureuse de Eri Jōjima. Elle fait son coming out à son père. On suit l'évolution de ce couple, leurs doutes...

## Tankōbon
La série est reliée en un volume, publié par Shōdensha au japon le 8 septembre 2001 puis dans la collection Asuka en France en 6 septembre 2004.
| no | Japonais         | Japonais      | Français         | Français      |
| no | Date de sortie   | ISBN          | Date de sortie   | ISBN          |
| -- | ---------------- | ------------- | ---------------- | ------------- |
| 1  | 8 septembre 2001 | 4-39676-255-0 | 6 septembre 2004 | 2-84965-026-9 |